# Kryjopil
Kryjopil (ukrainien : Крижопіль, russe : Крыжополь) est une ville de l'oblast de Vinnytsia, dans l'Ouest de l'Ukraine. Elle est le centre administratif du raïon de Kryjopil.

## Personnalités liées à la ville
- Jan Zassidatel, portraitiste.